# Nefeskesen
Nefeskesen in  Freizeit-Komplex  Vialand (Istanbul, Türkei) ist eine Stahlachterbahn vom Modell LSM Launch Coaster des Herstellers Intamin, die am 1. April 2014 eröffnet wurde.
Die 50 m hohe Bahn erreicht eine Höchstgeschwindigkeit von 110 km/h und verfügt neben einem Outside-Top-Hat und einer übergeneigten Kurve über zwei Inversionen: einen Immelmann und einen Inline-Twist.

## Züge
Die Züge von Nefeskesen besitzen jeweils vier Wagen mit Platz für jeweils vier Personen (zwei Reihen à zwei Personen).